# Haus des Berliner Verlages
Das Haus des Berliner Verlages (kurz: HdBV) ist ein Baudenkmal an der Karl-Liebknecht-Straße im Berliner Ortsteil Mitte. Es wurde 1970–1973 vom Kollektiv Karl-Ernst Swora im Stil der sozialistischen Moderne errichtet. Zum Bauensemble gehört auch das Pressecafé mit dem Fries Die Presse als Organisator von Willi Neubert.

## Geschichte

### DDR-Zeit

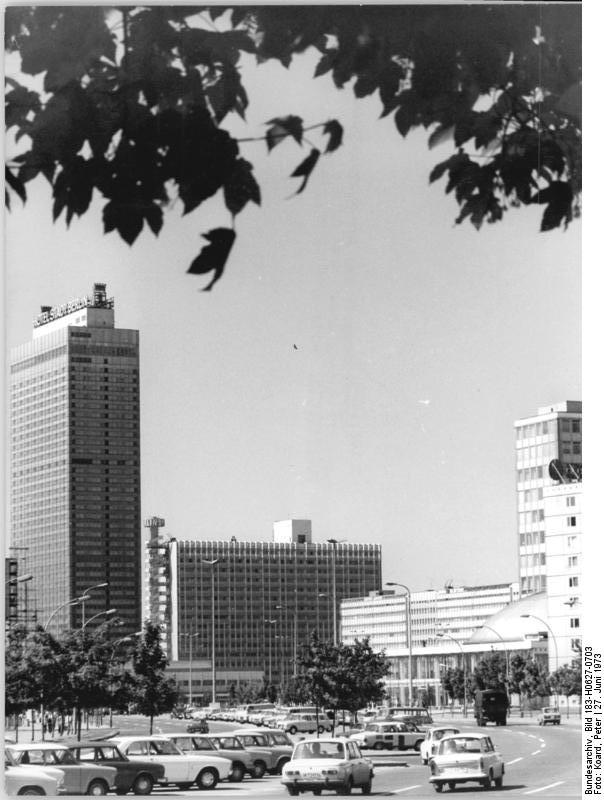
Ansicht nach der Fertigstellung, 1973

Nach der Fertigstellung des Axel-Springer-Hochhauses in West-Berlin wurde der Neubau von Verlagsgebäuden in Ost-Berlin forciert. So entstanden fast zeitgleich das Verlagsgebäude Neues Deutschland am Franz-Mehring-Platz und das Haus des Berliner Verlags. Hans Modrow berichtete, dass Walter Ulbricht sich massiv für den Bau des Verlagshauses in der Nähe des Alexanderplatzes eingesetzt hätte. Ulbricht wollte an diesem zentralen Platz ein Haus, das durchgehend genutzt wird. Die auch in den Abendstunden beleuchteten Büros des Verlages sollten den Platz erhellen und eine betriebsame Atmosphäre an dem zentralsten Platz von Ost-Berlin vermitteln.
Das Bauensemble des Berliner Verlags wurde von den Architekten Karl-Ernst Swora, Rainer Hanslik, Gerhard Voss, Waldemar Seifert und Günter Derdau geplant und entstand zwischen 1970 und 1973 durch den VE BMK Ingenieurhochbau Berlin. Für die Erstellung des Baus wurden 60,5 Millionen Mark der DDR veranschlagt. Das Verlagshaus bot 1000 Arbeitsplätze.
Das Haus des Berliner Verlags, während der Bauzeit kurzzeitig auch Haus der Berliner Verlage genannt, ist in seinen Dimensionen durch die Pläne des 1964 vom Ost-Berliner Magistrat ausgerichteten Wettbewerbs zur Neugestaltung des Alexanderplatzes festgelegt worden. Eine ganze Reihe von Bauten wie das Interhotel Stadt Berlin, das Haus der Elektroindustrie, das Haus der Statistik, das Haus des Lehrers oder das Haus des Reisens entstanden in der Folgezeit. Auch dort wurden großflächige Wandfriese als Gestaltungselement verwendet. So sind am Haus des Lehrers der Fries Unser Leben und am Haus des Reisens der Fries Der Mensch überwindet Zeit und Raum (beide von Walter Womacka) zu finden.
Laut dem Architekturkritiker Bruno Flierl wurden die Friese aufeinander abgestimmt und hatten die Aufgabe „der Selbstdarstellung der Nutzerinstitutionen des Gebäudes als auch der Darstellung ihrer Funktion in der Gesellschaft“. Die städtebauliche Idee der Anordnung der Friese war, die Darstellung einer „komplexen Vorstellung vom Sozialismus“ im Stadtbild.

### Seit 1990

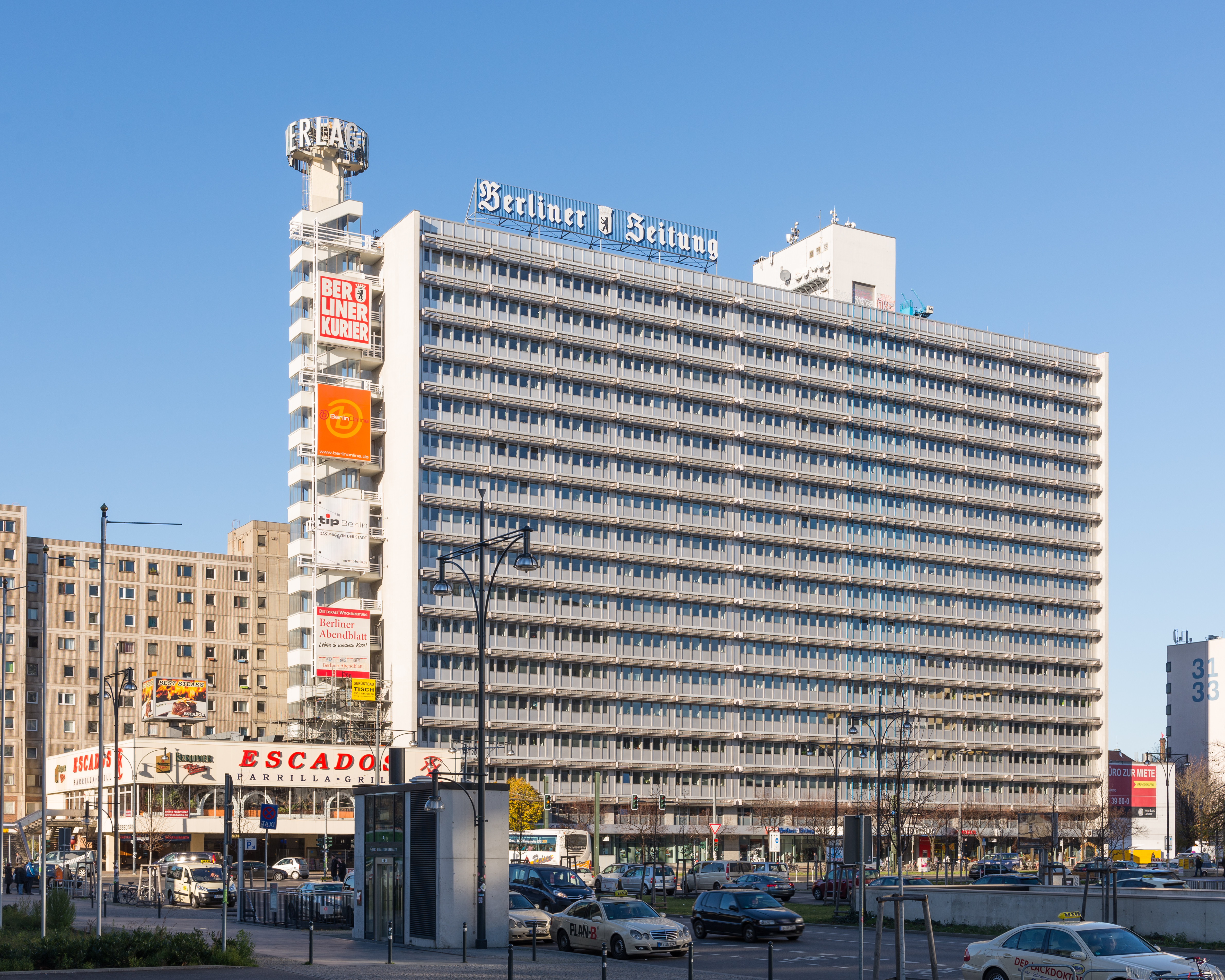
Ansicht vor der Sanierung, 2013

Nach der politischen Wende wurde das HdBV zeitweise auch Pressehaus Gruner + Jahr genannt. Die Senatsbauverwaltung unter Senatsbaudirektor Hans Stimmann mit ihrem Planwerk Innenstadt stand in den ersten Jahren nach der Wiedervereinigung den Bauten aus DDR-Zeiten kritisch gegenüber. In den 2000er Jahren gab es Stimmen für den Erhalt der Bauten; sie seien Teil der Berliner und der deutschen Geschichte. Senatsbaudirektorin Regula Lüscher schrieb 2015: „Die nun denkmalgeschützten Bauwerke sind Zeugnisse von künstlerischer, städtebaulicher und geschichtlich überragender Bedeutung. Wir wollen mit der Unterschutzstellung auch den Blick für die zahlreichen Qualitäten der jüngeren Geschichte öffnen und […] die baulichen Zeugen des doppelten Berlins im ehemaligen Osten und Westen der Stadt einander gegenüberstellen.“
Das HdBV sollte (wie zahlreiche andere DDR-Bauten) nach Hans Kollhoffs umstrittenem Masterplan Alexanderplatz aus dem Jahr 1993 abgerissen werden. Das Verlagshaus Gruner + Jahr wollte hier einen Wolkenkratzer nach Entwürfen des Architekten Christoph Ingenhoven bauen. Die Senats-Baukommission entschied sich gegen den Neubau und das Gebäudemanagement ließ das HdBV für 40 Millionen Mark renovieren. Das entstandene äußere Erscheinungsbild ist durch die Vereinfachung der Fassade, die wesentlich simplere und kostengünstigere Leuchtreklame und die Verhüllung des Wandfrieses bei Tag und Nacht weniger anspruchsvoll als zu DDR-Zeiten. Im Sommer 2015 wurde das Haus des Berliner Verlages einschließlich des Pressecafés unter Denkmalschutz gestellt.
Im Herbst 2016 wurde das HdBV, mit Ausnahme des Pressecafés von Bertelsmann, an Tishman Speyer Properties verkauft. Der Berliner Verlag zog 2017 in das Feratti-Gebäude am Spittelmarkt. Bis zum Jahr 2017 diente das HdBV als Sitz des Berliner Verlags, zu dem die Berliner Zeitung und der Berliner Kurier gehörten. Zu den anderen Unternehmen, die bis zur Sanierung in dem Gebäude residierten, gehörten u. a. airliners.de und Flixbus.
Nach dem Auszug der Zeitungsredaktionen und der späteren Zwischennutzer aus dem Gebäude gab Tishman Speyer Properties eine komplette Renovierung in Auftrag. Diese begann im Jahr 2017. Ein nicht zum Denkmalschutz gehörender Flachbau im rückwärtigen Bereich sollte abgerissen und durch ein höheres Bürogebäude ersetzt werden. Im September 2018 präsentierte das Gebäudemanagement im Baukollegium des Senats konkrete Pläne für eine Rekonstruktion der ursprünglichen Fassadengestaltung in Verbindung mit Umbaumaßnahmen im Inneren. Die Pläne stammen vom Architekturbüro Gerkan, Marg und Partner (GMP), die die Nacharbeit der ursprünglichen weißen Aluminium-Verkleidung vorsehen. Der Senat signalisierte grundsätzliche Zustimmung. Tishman Speyer schloss mit dem Online-Möbelhändler Wayfair (acht Etagen) und mit dem Medienkonzern Naspers (sieben Etagen) Mietverträge ab. 2021 wurde das Gebäude für eine Nutzung als Sitz mehrerer Unternehmen hergerichtet.
Die Fassade des Hauses wurde mehrmals für Außenwerbung genutzt; großflächige Werbeplakate wurden angebracht. Der Sportartikelhersteller Adidas erhielt für sein Plakat während der Fußball-Weltmeisterschaft 2014 vom Fachverband Außenwerbung (FAW) den Preis Plakadiva in Gold für die beste Außenwerbung des Jahres. Nach der Sanierung und baulichen Erweiterung ist das Haus seit März 2023 wieder Sitz des Berliner Verlags.

## Beschreibung

### Verlagshaus

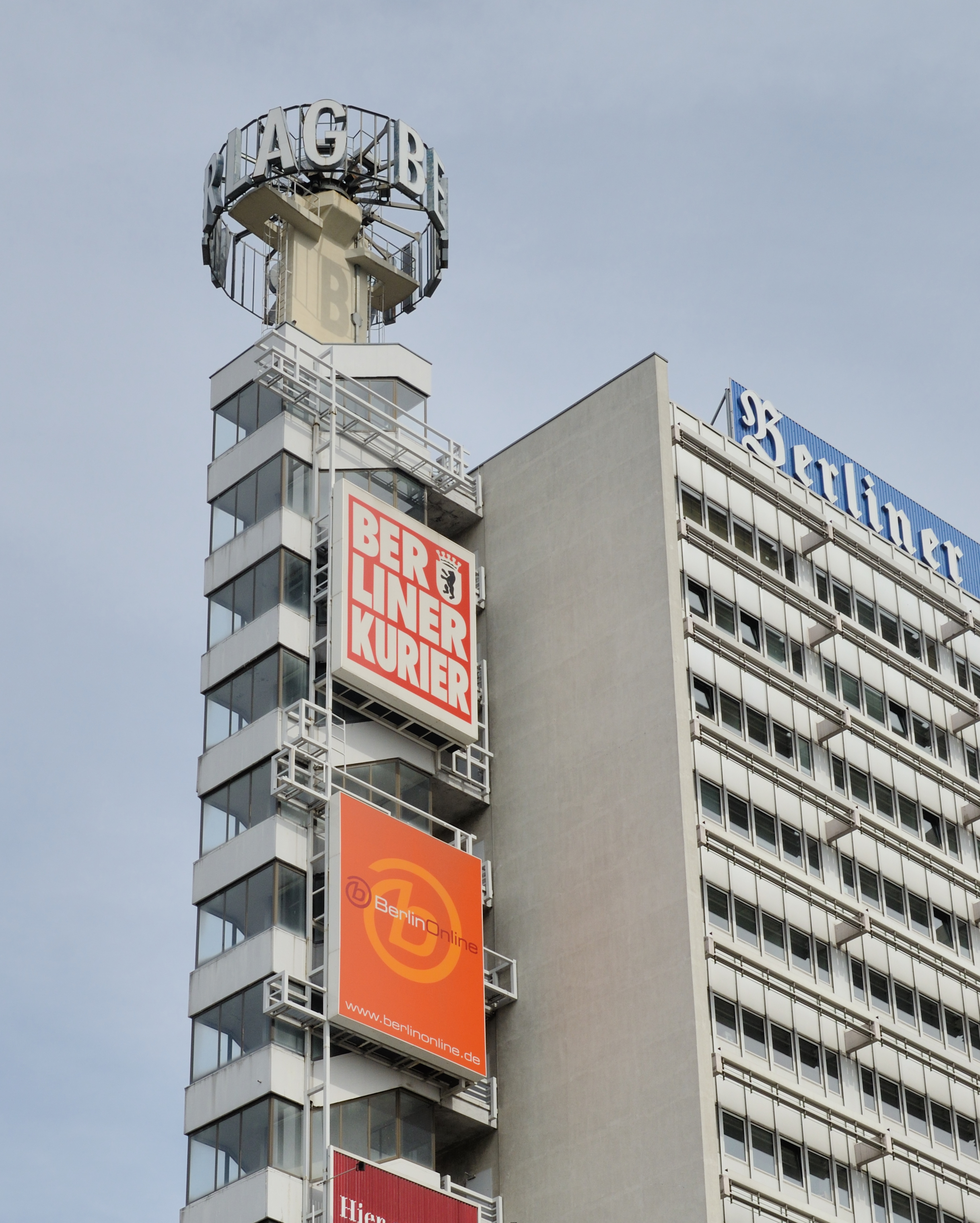
Verlagshaus mit Treppe, 2013

Das Hochhaus hat 17 Geschosse und wurde in Stahlskelettbauweise errichtet. Es ist 150 Meter lang (davon 92 Meter an der Nordwestseite des Alexanderplatzes) und 15 Meter breit. Bei einer Sanierung in der Nachwendezeit wurde die Fassade wesentlich vereinfacht. Die ursprünglich komplexere Fassadengliederung mit einem rhythmischen Raster auskragender weißer Aluminium-Paneele wurde bei der Restaurierung des Gebäudes (seit 2017) rekonstruiert.
Besonders markant ist die freigestellte verglaste Feuertreppe des Gebäudes. An ihr wurden Werbetafeln und Signets mit verschiedenen Titeln des Berliner Verlags angebracht. Auf der Spitze ist der Schriftzug des Berliner Verlags an einem rotierenden Zylinder montiert. Nach der politischen Wende wurden die Werbetafeln der nicht weiter fortgeführten Titel durch Tafeln von vier damals aktuellen Zeitschriften und Zeitungen ersetzt.
Die Werbetafeln und Signets aus der DDR-Zeit waren deutlich aufwändiger als die nach der deutschen Wiedervereinigung installierten Signets und Tafeln. Dies liegt in erster Linie daran, dass in der DDR die Leuchtreklamen von Handwerksbetrieben aufwändiger erstellt wurden als später die Werbebanner.

### Pressecafé

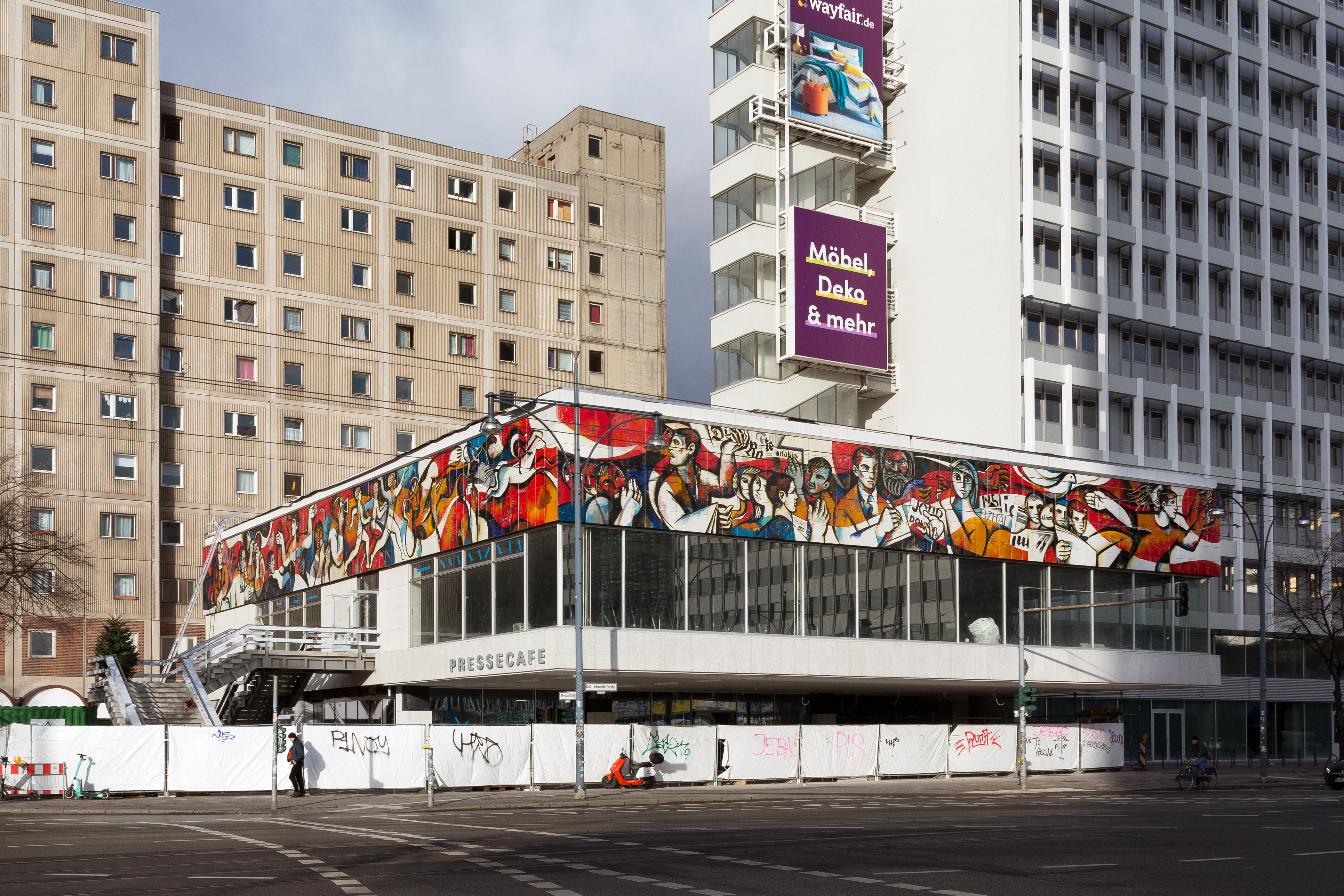
Pressecafé mit Fries, 2022

Das Pressecafé ist ein gegenüber der Gebäudefluchtlinie vorgezogener zweietagiger Pavillon, getragen von einer Stahlkonstruktion und erschlossen durch eine zweizügige Freitreppe auf der Südseite. Es war zu DDR-Zeiten ein beliebter Treffpunkt für Journalisten und Korrespondenten. Sie konnten dort zahlreiche Pressepublikationen aus diversen Ländern einsehen, die es sonst in der DDR kaum oder nicht gab. Das gastronomische Angebot und die Ausstattung waren für DDR-Verhältnisse überdurchschnittlich. So war das Café mit Schalenstühlen vom Typ Hockender Mann des westdeutschen Designers Ernst Moeckl ausgestattet. Die Stühle wurden vom VEB Petrolchemisches Kombinat Schwedt hergestellt und gelten als Designklassiker. Im hinteren Bereich des Pressecafés waren ein Atelier, ein Fotolabor und die Anzeigenannahme; im Obergeschoss war ein Konferenzraum.
Die Statik dieses Gebäudeteils war nicht allen Belastungen gewachsen. Während der Eröffnungsfeier im April 1974 geriet das Pressecafé in deutliche Schwingungen, was zur Flucht der Gäste führte.
Ein Fries mit dem Titel Die Presse als Organisator des Malers Willi Neubert zieht sich von der südlichen über die östliche bis zur nördlichen Fassade des Pressecafés. Der 76 Meter lange und 3,50 Meter hohe Fries wurde von 1969 bis 1973 gefertigt und über dem ersten Obergeschoss angebracht. Seit 1992 war der Fries durch die Werbung eines im Pressecafé befindlichen Steak-Hauses verdeckt.
Im Zuge der Sanierung des Gebäudeensembles wurde das Kunstwerk restauriert und ist seit November 2021 wieder zu sehen. Der Industrieemaille-Fries besteht aus Platten in der Größe von 53 cm × 53 cm. Für Neubert war dies bereits die zweite Arbeit für ein Pressehaus; er hatte vorher einen Fries für das Druckhaus der Tageszeitung Freiheit in Halle realisiert. Im Vorfeld waren diverse Experimente nötig, um die Haltbarkeit und den künstlerischen Ausdruck der Bilder zu gewährleisten. Ulrich Kuhirt schrieb, das Werk bestimme „den weiten Raum des neuen Berliner Zentrums in seiner ästhetischen Wirkung wesentlich [mit]“. Der Fries war zu DDR-Zeiten umstritten. So wurde kritisiert, dass Karl Marx nicht vorteilhaft dargestellt sei.
Ursprünglich sollte auch im Innenraum des Cafés ein Deckenfries von Willi Neubert mit dem Namen Aufbruch ins Universum installiert werden. Dies unterblieb aus nicht bekannten Gründen. Eine 1:2-Kopie des Entwurfs für diesen Fries ist seit Beginn des 21. Jahrhunderts im Hüttenmuseum Thale zu besichtigen. Am Flachbau ist der Schriftzug Pressecafé erhalten geblieben. Eine geplante Entfernung des Schriftzuges wurde von der Denkmalschutzbehörde untersagt.